# Enzo Colombini
Enzo Colombini (* 6. Juni 1958 in San Marino) ist ein san-marinesischer Politiker. Er war zweimal Capitano Reggente (Staatsoberhaupt von San Marino).
Colombini war von 1984 bis 2000 im Bereich Kultur für das Centro Sociale di Fiorentino tätig. Er trat 1976 in die Federazione Giovanile Comunista, die Jugendorganisation des Partito Comunista Sammarinese (PCS), ein. Von 1983 bis 1993 saß er für den PCS im Parlament von San Marino, dem Consiglio Grande e Generale. In der Periode vom 1. April bis 1. Oktober 1985 bekleidete er gemeinsam mit Severiano Tura das Amt des Capitano Reggente, des Staatsoberhaupts von San Marino.
Nach der Auflösung des PCS, 1990, schloss er sich der Nachfolgepartei Partito Progressista Democratico Sammarinese (PPDS) an, auf deren Liste er bei der Wahl 1998 erneut in den Consiglio Grande e Generale gewählt wurde. Er war Mitglied des Consiglio Generale des PPDS und von 1994 bis 1998 Sekretär der Federazione del Castello di Serravalle. Von 1994 bis 1998 war Mitglied im Gemeinderat (Giunta di Castello) von San Marino.
Bei der Wahl 1998 zog er auf der Liste des PPDS erneut ins Parlament ein. Er war Sindaco del Governo, Mitglied im Innen- und im Gesundheitsausschuss und gehörte der san-marinesischen Delegation bei der Interparlamentarischen Union (IPU) an. Seine zweite Amtszeit als Capitano Reggente, gemeinsam mit Gian Franco Terenzi, dauerte vom 1. Oktober 2000 bis 1. April 2001.
Nachdem er bei der Parlamentswahl 2001 nicht kandidiert hatte, wurde er 2006 auf der Liste der neugegründeten Sinistra Unita wieder ins Parlament gewählt. Bei der Parlamentswahl 2008 wurde er auf der Liste der SU wiedergewählt. Er wurde Mitglied im Außenausschuss und Delegierter bei der IPU.
Bei der Parlamentswahl 2012 verzichtete er auf eine Kandidatur. Er gehörte dem Sekretariat und dem Vorstand der Sinistra Unita an. Er schloss sich 2016 der Sinistra Socialista Democratica (SSD), Nachfolgerin der SU an.
Enzo Colombini ist verheiratet und Vater von zwei Kindern.